# Aleksandar Petrović
Aleksandar Petrović, detto Saša (Parigi, 14 gennaio 1929 – Parigi, 20 agosto 1994), è stato un regista serbo e uno dei protagonisti del movimento Onda nera.

## Biografia
Nel 1973 Petrović è stato costretto a lasciare il suo posto alla Belgrade Film Academy dopo esser stato accusato di avere idee anticomuniste dal governo comunista jugoslavo. Alla fine del dicembre 1989 è entrato a far parte del comitato di fondazione del partito democratico serbo, uno dei partiti d'opposizione anticomunista in Serbia.

## Premi e riconoscimenti

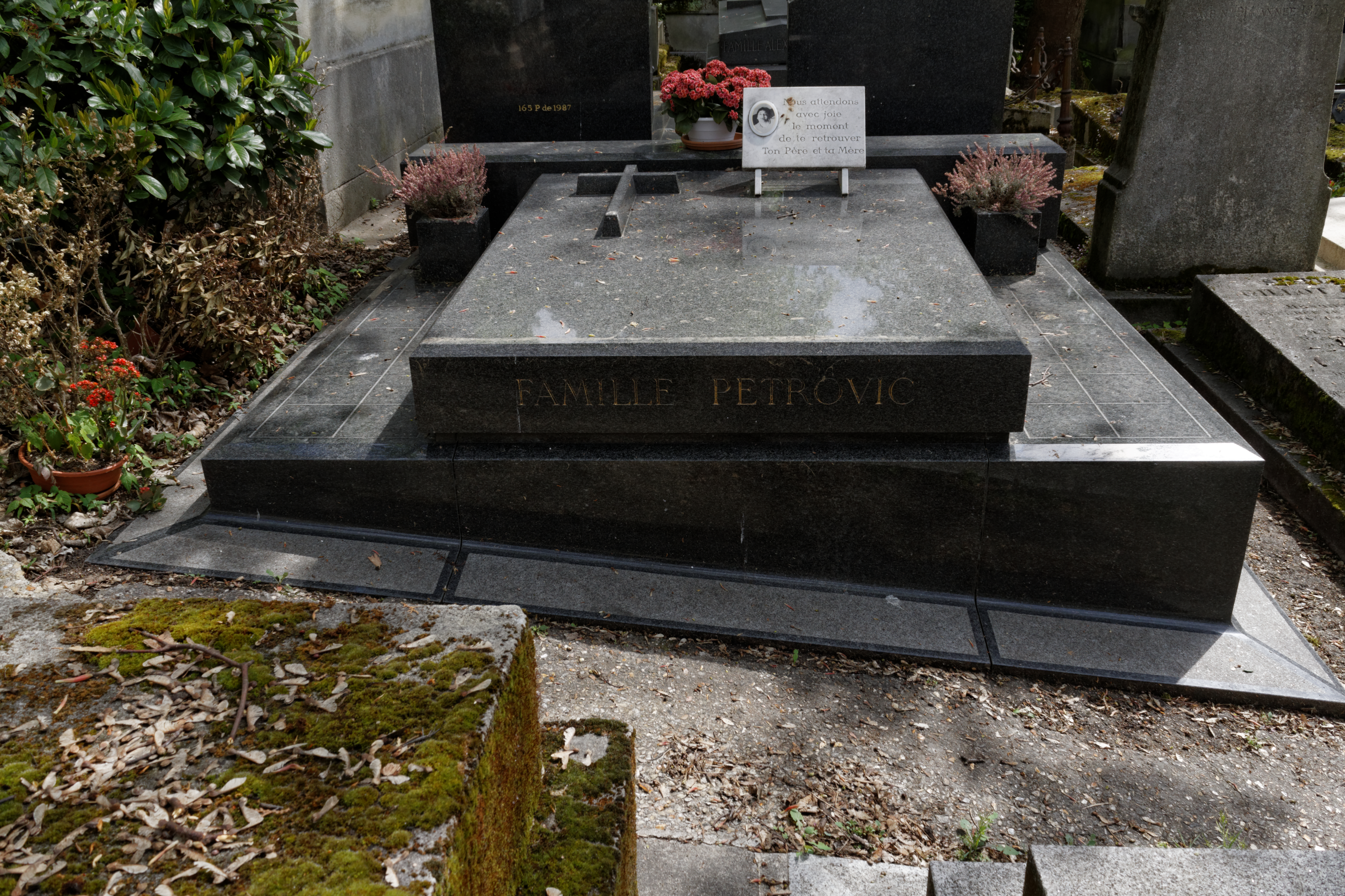
Tomba presso il cimitero di Père-Lachaise

Due dei suoi film sono stati nominati per l'Oscar al miglior film straniero: Tre nel 1966 e Ho incontrato anche zingari felici nel 1967. Quest'ultimo film ha vinto il premio FIPRESCI e il Grand Prix Speciale della Giuria al Festival di Cannes.

## Filmografia parziale

### Regista e sceneggiatore
- Jedini izlaz (1958)
- Due (Dvoje) (1961)
- Giorni (Dani) (1963)
- Tre (Tri) (1965)
- Ho incontrato anche zingari felici (Skupljači perja) (1967)
- Piove sul mio villaggio (Biće skoro propast sveta) (1968)
- Il maestro e Margherita (Maestro i Margarita) (1972)
- Foto di gruppo con signora (Gruppenbild mit Dame) (1977)
- Seobe (1989)

### Soggetto
- Ho incontrato anche zingari felici (Skupljaci perja), regia di Aleksandar Petrović (1967)
- Piove sul mio villaggio (Biće skoro propast sveta) (1968)

### Colonne sonore
- Ho incontrato anche zingari felici (Skupljaci perja), regia di Aleksandar Petrović (1967)